# Vejle
Vejle este un oraș din regiunea Syddanmark, Danemarca. El se întinde pe suprafața de 144,0 km², și avusese în anul 2009, o populație de 50.654 locuitori.

## Demografie
| - 1787 - 843 - 1850 - 3.300 - 1900 - 14.308 - 1930 - 22.943 - 1960 - 31.362 - 1990 - 45.545 - 2000 - 47.930 - 2008 - 50.213 - 2012 - 51.804 |

## Economie
Principalele ramuri industriale din regiune sunt industria textilă și industria constructoare de mașini.

## Personalități marcante
- Lau Lauritzen jr. (1910-1977), actor
- Lars Løkke Rasmussen (* 1964), politician
- Albert Bertelsen (* 1921), pictor
- Inger Christensen (1935–2009), scriitor
- Jacob Gade (1879–1963), compozitor
- Thomas Gravesen (* 1976), fotbalist
- Finn Olav Gundelach (1925–1981), diplomat
- Allan Simonsen (* 1952), fotbalist
- Jens Jacob Asmussen Worsaae (1821–1885), arheolog